# Blepharita insubrica
Blepharita insubrica là một loài bướm đêm trong họ Noctuidae.